# Meliplebeia beccarii
Meliplebeia beccarii là một loài Hymenoptera trong họ Apidae. Loài này được Gribodo mô tả khoa học năm 1879.